# Willi Grafeneder
Willibald (Willi) Grafeneder (* 25. April 1907 in Mannersdorf, Niederösterreich; † 3. Dezember 1973 in Frankfurt am Main) war ein österreichischer Politiker (SPÖ). Grafender wirkte als Parteisekretär in Neunkirchen und vertrat die SPÖ vom 12. Dezember 1945 bis zum 7. Juli 1948 im Landtag von Niederösterreich. Danach verzog er nach Frankfurt am Main. 